# Канигін Павло Юрійович
Павло Юрійович Канигін (рос. Павел Юрьевич Каныгин; * 30 січня 1987, Нефтекамськ, Башкирська АРСР, РРФСР) — російський журналіст, спеціальний кореспондент «Новой Газеты».

## Біографія
Журналістську діяльність розпочав під час навчання у школі в щотижневій правозахисній газеті «Вечірній Нефтекамськ».
2004 року переїхав до Москви, вчився на факультет журналістики МДУ. Працював в газетах «Московские новости», «Московский комсомолец».
З 2006 року — кореспондент видання «Новая газета».
Висвітлював події Євромайдану, пізніше — війну на сході України.
Зібрав докази збиття Боїнгу-777 біля Донецька, які доводили непричетність ЗСУ до теракту, на чому наголошувала російська сторона та фахівці російської корпорації «Алмаз-Антей».

## Розслідування
Павло Канигін провів низку розслідувань, у тому числі у справах П. Гриба, В. Агєєва, С. Дубинського та інших.

### Справа Гриба
Він займався розслідуванням справи Павла Гриба, що був спочатку схоплений, а потім взятий під варту влітку 2017 року. У результаті суд повернув справу на перегляд, але й хлопець надалі залишався під вартою.

### Справа єфрейтора Агєєва
Павлом Канигіним була опублікована серія матеріалів про єфрейтора Віктора Агєєва, російського військового, що був заарештований. У липні 2017 року він організував поїздку його матері Світлани на зустріч з сином та оплату адвоката (оплатила послуги редакція «Нової газети» та Г. Явлінський),,,.

## Громадянська позиція
Виступив з осудом російської збройної агресії проти України.